# 권용진
권용진(Yongjin Kwon, 1988년 10월 9일 ~)은 대한민국의 퀀트, 기업인, 작가이다.
카네기 멜런 대학교 컴퓨터과학과를 졸업 후, 뉴욕에서 퀀트 애널리스트로 활동을 하다가 국내 최초로 퀀트 관련 종합 안내서 《인공지능 투자가 퀀트 : 알고리즘 금융시장을 침공하다》를 집필 후 알고리즘 트레이딩 기업을 창업하여 활동하고 있다.

## 주요 활동
- 前 시카고 러시 대학교 병원 데이터 베이스 분석 개발자
- 前 피츠버그 로봇공학 연구소 뇌파 인공지능 연구원
- 前 뉴욕 뱅크오브아메리카 메릴린치 퀀트 애널리스트
- 前 뉴욕 타워리서치캐피탈 퀀트 애널리스트
- 前 엔트로피 트레이딩 그룹 대표이사

## 저서 및 집필
- 2017년 : 《인공지능 투자가 퀀트 : 알고리즘 금융시장을 침공하다》[깨진 링크(과거 내용 찾기)]
- 2018년 ~ : 이코노미조선 칼럼 연재 : 권용진의 월스트리트 IN & Out

## 방송 출연 및 인터뷰
- 2018년 6월 : CEO& 매거진 : 모든 투자의 중심에는 퀀트 시스템이 있다.[2]
- 2018년 7월 : KBS 경제세미나 : 알고리즘, 금융시장을 침공하다[3]
- 2018년 12월 : 정재승 교수의 Purble Brain Society Season 18[4]
- 2018년 4월 : 네이버 TV D2 세미나 : 초단타매매 트렌드[5]
- 2018년 1월 : 삼성생명 매거진 <4차 산업 혁명, 나만의 경쟁력이 필요하다>[6]
- 2018년 9월 : PPSS 인터뷰 : 월스트리트 퀀트, 초단타매매를 이야기 하다.[7]
- 2019년 10월 : 팍스넷 TV - 미국 규제 진단[8]